# Взрывы в университете Алеппо
Взры́вы в университе́те Але́ппо — трагические события, произошедшие в городе Алеппо (Сирия) 15 января 2013 года во время гражданской войны в Сирии. Неизвестные выпустили два реактивных снаряда, которые попали в здание университета, где находились как учащиеся, так и другие жители города. В результате серии взрывов погибли по меньшей мере 82 человека, включая студентов и детей. Около 160 человек получили ранения.

## Предыстория
Алеппо — второй по значению и крупнейший город Сирии, расположенный в 340 километрах к северу от Дамаска. В ходе гражданской войны, продолжающихся с июля 2012 года, города стал местом ожесточенных боев между правительственными войсками Башара Асада и силами сирийской оппозиции. В ходе боевых действия жители города испытывали нехватку продовольствия, а многие районы города страдали от нехватки электричества.
На январь 2013 года город был фактически разделён на две части: восточную, которая оставалась под контролем повстанцев, и западную, где позиции удерживались армией Асада. Однако полноценной линии фронта в то время не существовало. Университетский кампус, на территории которого укрывались беженцы, был расположен на территории, находящейся под контролем правительства. В здании нашли временное убежище свыше 30 000 мирных жителей, которые лишились крова и спасались от непрекращающихся боевых действий.

## События
В середине дня 15 января два реактивных снаряда, выпущенные неизвестными, попали в здание университета. Сообщалось, что эпицентр взрыва находился между архитектурным факультетом и зданием кампуса университета, где в тот момент проживали беженцы. На кадрах, показанных по гостелевидению Сирии, было видно, что взрывы разрушили стены трех первых этажей учебного заведения. Также государственное телевидение Сирии сообщило, что ракетный удар последовал после взрыва заминированного автомобиля.
Взрывы произошли на небольшом расстоянии друг от друга с интервалом в 10—15 секунд и обладали чрезвычайно разрушительной силой. Одно из зданий общежития, которое пострадало от взрывной волны, с трудом устояло, однако у него обрушился фасад и часть перекрытий.
В результате взрывов погибло 82 человека, а 160 получили ранения. По данным мэра Алеппо, жертвами стали в основном студенты и ранее лишившиеся крова граждане, временно размещённые в студенческих общежитиях.
Есть мнение, что день атаки был выбран не случайно — в этот день официально началась зимняя сессия, и в университет для сдачи экзаменов пришло большое количество учащихся. Как заявили власти Сирии, они располагают данными, что большая партия таких ракет недавно поступила к повстанцам от иностранных держав.
Сирийская оппозиция возложила ответственность за взрывы на сирийское правительство. По её данным, их причиной стал авиаудар сирийских ВВС. Часть студентов также возложила вину за взрывы на сирийские власти. По их мнению, удар не был преднамеренным. Самолёты МиГ бомбили позиции повстанцев в Алеппо, и, видимо, две ракеты сбились с цели. Некоторые сообщили, что слышали рёв самолётов.

## Реакция
Из-за взрывов ректорат учебного заведения принял решение отложить сессию. Совет университета Алеппо выразил свои соболезнования семьям погибших.
В день трагедии приостановило работу генконсульство РФ в Алеппо. В МИД России назвали произошедшее терактом и потребовала от международного сообщества решительно осудить эту «безжалостную кровавую провокацию», а также заявила, что произошедшее является «местью террористов за понесенные ими значительные потери в противостоянии с правительственными силами».
17 января правительство США обвинило власти Сирии в организации взрывов. Телеканал CNN также высказал точку зрения, что за взрывами стоят сирийские власти. В свою очередь глава МИД РФ Сергей Лавров подверг эти сообщения критике:
23 января в Интернете появилась любительская видеозапись взрыва в университете Алеппо, содержание ролика, по утверждениям специалистов, опровергает версию правительства Сирии, согласно которой в университет попала выпущенная повстанцами ракета земля-воздух.